# 5号停机坪购物广场

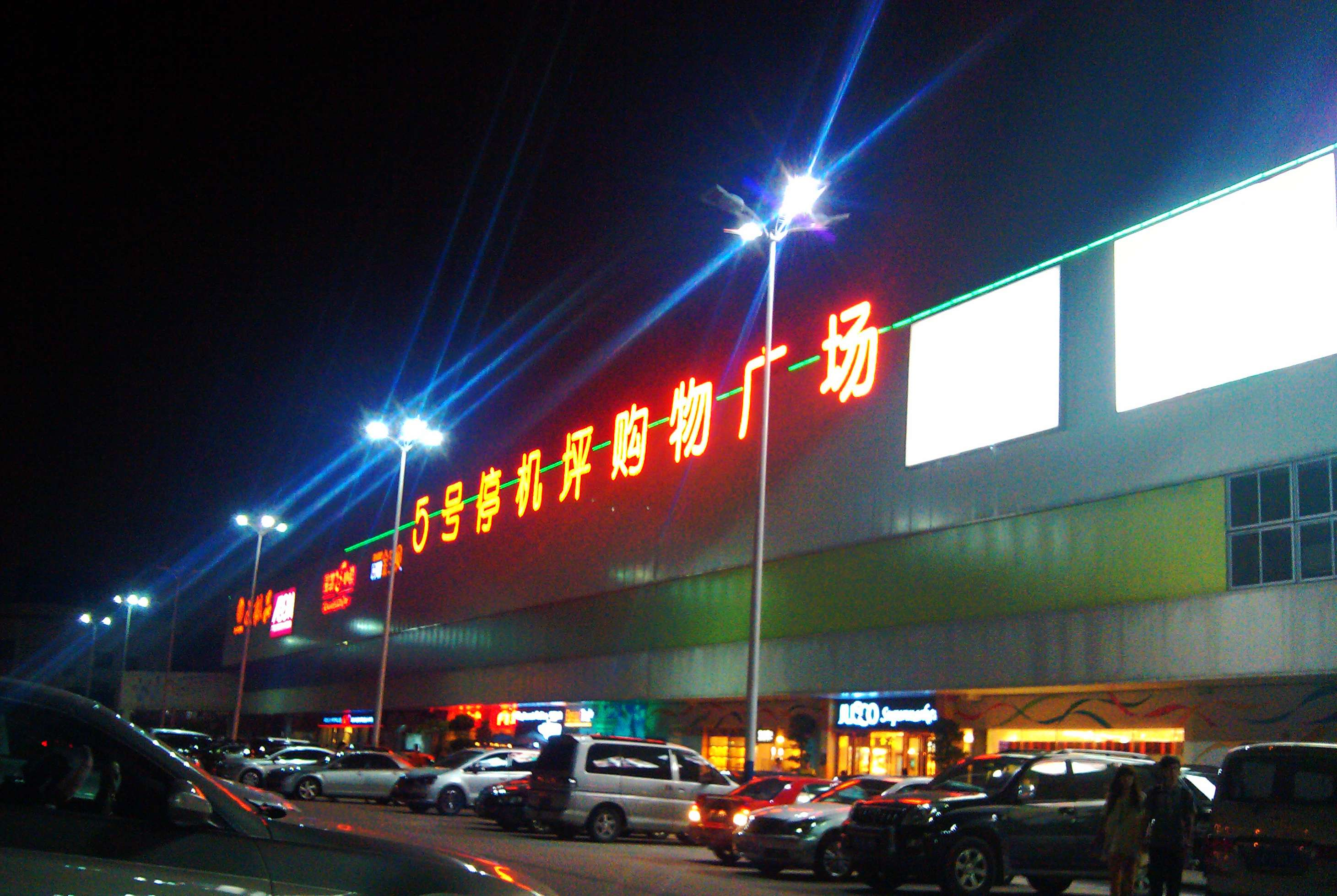
5号停机坪购物广场

5号停机坪购物广场是中国大陆首个由机场航站楼改建而成的大型购物中心。其改建自原白云机场航站楼，位于中华人民共和国广东省广州市白云区白云新城云霄路353号，以航空文化为主题。2010年开业。商场西侧设有“G5酒吧风情街”。

## 邻近车站
- 广州地铁2号线白云公园站